# کاترین بویل
کاترین بویل (انگلیسی: Katie Boyle; ۲۹ مهٔ ۱۹۲۶ – ۲۰ مارس ۲۰۱۸) هنرپیشه، مجری و نویسنده اهل بریتانیا بود.
از فیلم‌ها یا برنامه‌های تلویزیونی که وی در آن نقش داشته‌است می‌توان به اولین عشق اشاره کرد.